# Плонеур-Ланверн (кантон)
Плонеур-Ланверн (фр. Plonéour-Lanvern) — кантон во Франции, находится в регионе Бретань, департамент Финистер. Входит в состав округа Кемпер.

## История
Кантон образован в результате реформы 2015 года. В его состав вошли коммуны кантонов Плогастель-Сен-Жермен и Пон-л’Аббе.

## Состав кантона с 22 марта 2015 года
В состав кантона входят коммуны (население по данным Национального института статистики за 2019 г.):
- Гиле-сюр-Гуаен (526 чел.)
- Гурлизон (908 чел.)
- Иль-Тюди (733 чел.)
- Комбри (4 187 чел.)
- Ландюдек (1 479 чел.)
- Пёмери (844 чел.)
- Плован (681 чел.)
- Плогастель-Сен-Жермен (1 985 чел.)
- Плозеве (2 948 чел.)
- Пломёр (3 828 чел.)
- Плонеур-Ланверн (6 223 чел.)
- Пульдрёзик (2 165 чел.)
- Сен-Жан-Тролимон (933 чел.)
- Трегеннек (316 чел.)
- Тремеок (1 347 чел.)
- Треогат (575 чел.)

## Политика
На президентских выборах 2022 г. жители кантона отдали в 1-м туре Эмманюэлю Макрону 31,2 % голосов против 22,5 % у Жана-Люка Меланшона и 18,4 % у Марин Ле Пен; во 2-м туре в кантоне победил Макрон, получивший 67,1 % голосов. (2017 год. 1 тур: Эмманюэль Макрон – 31,2 %, Жан-Люк Меланшон – 20,7 %, Франсуа Фийон – 16,4 %, Марин Ле Пен – 13,4 %; 2 тур: Макрон – 78,7 %. 2012 год. 1 тур: Франсуа Олланд — 33,4 %, Николя Саркози — 22,4 %, Франсуа Байру — 12,6 %; 2 тур: Олланд — 60,5 %).
С 2021 года кантон в Совете департамента Финистер представляют вице-мэр коммуны Плонеур-Ланверн Франк Пишон (Franck Pichon) и мэр коммуны Плогастель-Сен-Жермен Жослин Плуинек (Jocelyne Plouhinec) (оба — Разные правые).
|                | Кандидаты                        | Партия                   | Первый тур | Первый тур     | Второй тур | Второй тур |
| Кол-во голосов | Кандидаты                        | Партия                   | % голосов  | Кол-во голосов | % голосов  |            |
| -------------- | -------------------------------- | ------------------------ | ---------- | -------------- | ---------- | ---------- |
|                | Франк Пишон Жослин Плуинек       | Правый блок              | 3 335      | 36,97          | 4 814      | 51,21      |
|                | Эмманюэль Рассенёр Филипп Ронарш | Левый блок               | 2 537      | 28,12          | 4 587      | 48,79      |
|                | Свен Ньель Элизабет Юэ           | Левый блок — Зелёные     | 2 038      | 22,59          |            |            |
|                | Анн-Софи Делотр Иоанн Ле Ментек  | Национальное объединение | 1 111      | 12,32          |            |            |

|                | Кандидаты                           | Партия                  | Первый тур | Первый тур     | Второй тур | Второй тур |
| Кол-во голосов | Кандидаты                           | Партия                  | % голосов  | Кол-во голосов | % голосов  |            |
| -------------- | ----------------------------------- | ----------------------- | ---------- | -------------- | ---------- | ---------- |
|                | Жан-Франсуа Ле Бле Жослин Плуинек   | Правый блок             | 4 106      | 34,91          | 5 756      | 51,20      |
|                | Жан-Луи Карадек Лилиан Танги        | Социалистическая партия | 3 555      | 30,23          | 5 487      | 48,80      |
|                | Аньес Бельбеош Доминик Суэтр        | Национальный фронт      | 1 806      | 15,36          |            |            |
|                | Элизабет Аскоэ Патрик Буле          | Европа Экология Зелёные | 983        | 8,36           |            |            |
|                | Ролан Жауэн Мартин Ле Нозер         | Левый фронт             | 811        | 6,90           |            |            |
|                | Мишель Кердранва Анн-Мари Лату-Лион | Прочие                  | 499        | 4,24           |            |            |